# Девятое термидора (роман)
«Девятое термидора» — исторический роман русского писателя-эмигранта Марка Алданова, впервые опубликованный в 1921—1922 годах в периодике и в 1923 году в виде отдельной книги. Часть тетралогии «Мыслитель» (другие её составляющие — романы «Чёртов мост» и «Заговор», повесть «Святая Елена, маленький остров»).

## Сюжет
Действие романа происходит в 1793—1794 годах. Его главный герой — Юлий Штааль, молодой человек неясного происхождения, выпускник Шкловского благородного училища, который появляется при дворе Екатерины II. Сначала его прочат в фавориты императрицы, затем отправляют с тайной миссией в Англию и в революционную Францию. В Париже Штааль знакомится с Пьером Ламором (ещё одним важным персонажем тетралогии) и становится свидетелем термидорианского переворота. Своего апофеоза действие достигает в сцене похорон Максимилиана Робеспьера. Помимо вымышленных персонажей, в романе появляются и реальные исторические деятели: Талейран, Баррас, Тальен, Питт-младший, Безбородко и др.
Действие пролога к роману происходит значительно раньше — в XII веке. Киевлянин Андрей Кучков приезжает в Париж, чтобы окончить курс в местном университете, и осматривает строящийся собор Парижской Богоматери. Ваятель показывает ему созданную за день до этого статую мыслителя на вершине собора.

## Публикация и оценки
«Девятое термидора» было впервые издано на страницах журнала «Современные записки» в 1921—1922 годах. Первое книжное издание увидело свет в 1923 году, а в России роман был опубликован в 1990 году. Он стал частью тетралогии «Мыслитель» — второй по времени написания (после повести «Святая Елена, маленький остров») и первой по времени действия. Эта тетралогия принесла Алданову широкую известность: критики отмечали историческую достоверность и хороший язык, лишённый стилизаций.